# Albéniz (pel·lícula)
Albéniz és una pel·lícula argentina de 1947, dirigida per Luis César Amadori, protagonitzada per Pedro López Lagar i Sabina Olmos. Es va estrenar a Buenos Aires el 4 de febrer de 1947. Va guanyar el premi Cóndor de Plata a la millor pel·lícula de 1948 i al millor actor (Pedro López Lagar).

## Argument
La pel·lícula està basada en la vida del compositor i pianista català Isaac Albéniz. És representat des que era un nen prodigi, tan talentós que fins i tot s'arriba a dir que les seves presentacions eren un frau. La pel·lícula mostra també el nen com a víctima d'un pare tirànic, que intenta realitzar els seus propis desitjos a través del seu fill. Per escapar de la pressió del seu pare, Albéniz va fugir de casa seva, primer cap a Amèrica del Sud i després als Estats Units. La vida personal del músic estava marcada per tumultuosos afers amorosos. Albéniz va tornar a Espanya, però va obtenir una beca al Conservatori de Brussel·les, i una vegada més el focus de la seva atenció va estar posat en les dones, abans que en la música. El músic va assolir fama internacional mitjançant concerts que ell mateix finançava, obtenint gran quantitat de premis.

## Repartiment
- Pedro López Lagar (Isaac Albéniz)
- Sabina Olmos
- Marisa Regules
- Pedro Aleandro
- Amadeo Novoa
- Andrés Mejuto
- Mercedes Díaz
- Susana Canales
- Federico Mansilla
- Eduardo Otero
- María Esther Podestá